# Premio Bernardo Houssay
El Premio Bernardo Houssay es una distinción otorgada por el Ministerio de Ciencia, Tecnología e Innovación a la Investigación Científica y Tecnológica de la República Argentina para homenajear a científicos e investigadores que se destaquen por su trayectoria. El Ministerio de la Nación Argentina es la institución encargada de seleccionar, cada año a los ganadores mediante un jurado de notables. Es uno de los premios más importantes otorgados en el ámbito de la ciencia y la ingeniería en ese país, es entregado por el presidente de la Nación, y se cuenta  entre los más prestigiosos que otorga el sistema científico.
El nombre de los Premios Houssay es un homenaje al médico Bernardo Houssay, uno de los 5 Premios Nobel argentinos. El Premio Jorge Sábato, refiere al pionero en tecnología en Argentina que lleva este nombre y consiste en una importante suma de dinero además de la medalla.

## Distinciones
El Premio Houssay está dirigido a investigadores menores de 45 años que desarrollaron la mayor parte de su actividad científica en el país; el Premio Houssay Trayectoria, a aquellos mayores de 45 años; y el Premio Jorge Sabato, a investigadores que se destacaron en transferencia y desarrollos tecnológicos con impacto económico-productivo en sectores críticos para el crecimiento del país. Las distinciones reconocen el trabajo de nueve investigadores en cuatro áreas de conocimiento: Física, Matemática y Ciencias de la Computación; Química, Bioquímica y Biología Molecular; Ciencias Médicas; y Ciencias Sociales, que comprende a Psicología, Ciencias de la Educación, Sociología, Derecho, Demografía, Geografía y Ciencias Políticas.
La Distinción Investigador/a de la Nación es un premio con que se distingue a los más destacados investigadores de Argentina. Es organizado por el Ministerio de Ciencia, Tecnología e Innovación Productiva a través de la Secretaría de Planeamiento y Políticas en Ciencia, Tecnología e Innovación Productiva.
Entre los ganadores del Houssay Trayectoria se selecciona al premiado Investigador/a de la Nación Argentina.
En 2013 se otorgó por primera vez la distinción Jorge Sábato.

## Características
El objetivo es reconocer a aquellos científicos y científicas que contribuyeron a lo largo de su carrera a la producción de nuevos conocimientos, a desarrollar innovaciones tecnológicas de impacto social y productivo y a promover la transferencia de conocimiento y la formación de recursos humanos.
La Distinción Investigador/a de la Nación está orientada a todas las áreas del conocimiento.
- Ciencias de la salud
- Ingenierías, Arquitectura, Informática
- Ciencias y Tecnologías Ambientales
- Ciencias Humanas
- Ciencias Biológicas,  Ciencias Agrarias y Veterinarias
- Ciencias de la Tierra, del Agua y de la Atmósfera y Astronomía

El jurado se compone de notables científicos nacionales y según el ministro de Ciencia, Tecnología e Innovación Productiva en 2016, Lino Barañao:

Mediante estos galardones es el Estado argentino el que distingue y honra a personas destacadas del sistema científico-tecnológico. Este premio es una práctica muy importante para la gestión de nuestra política científica, porque pone de manifiesto el lugar esencial que la ciencia y la tecnología tienen en el desarrollo del país.

El premio entregado personalmente por el presidente de la Nación en la Casa Rosada a veces y otras en la sede de la Sociedad Científica Argentina.

## Categorías
La distinción reconoce tres categorías:
- el Premio Houssay, que consta de cuatro galardones, uno por cada área, está dirigido a investigadores menores de 45 años que desarrollaron la mayor parte de su actividad científica en el país.
- el Premio Houssay Trayectoria, que consta de cuatro galardones, una por cada área) se orienta a investigadores de más de 45 años
- el Premio Jorge Sábato es un premio único dirigido a investigadores que se destacaron en transferencia y desarrollos tecnológicos con impacto económico-productivo en sectores críticos para el crecimiento del país.

Entre los ganadores de estos tres premios se elige un Investigador/a de la Nación.
Entre 2010 y 2011 se entregó adicionalmente el Premio Rebeca Gerschman, para investigadoras mayores de 60 años, que consistía en una medalla de oro entregada por la presidenta de la Nación.
Los investigadores premiados reciben un diploma, una medalla y una asignación monetaria.
El premio es entregado en un acto público con la presencia del presidente/a de la Nación y del Ministro/a de Ciencia y Tecnología.

## Historia
El premio fue creado por el Poder Ejecutivo Nacional a partir de la ley 25467, artículo 25 en 2001 con el propósito de potenciar la comunidad de investigadores.
Fue entregado por primera vez en 2003 y llevaron el nombre de "Premios Bernardo Houssay a la Investigación Científico - Tecnológica". Se concedían en tres categorías: Trayectoria, Investigador Consolidado e Investigador Joven.
Desde 2008 al día de hoy tiene la denominación de "Distinción Investigador/a de la Nación".
El nombre de los Premios Houssay es un homenaje al médico Bernardo Houssay, uno de los 5 Premios Nobel argentinos. El Premio Jorge Sábato, refiere al pionero en tecnología en Argentina que lleva este nombre. El Premio Rebeca Gerschman se entrega a mujeres investigadoras mayores de 60 años destacadas que por su trayectoria hayan realizado aportes a la producción de conocimientos y a la formación de recursos humanos. Las galardonadas reciben dinero, un premio y un diploma.

## Investigadores que obtuvieron reconocimientos

### Investigador/a de la Nación
- Gabriel Rabinovich[25]
- Noemí Zaritzky[26]
- Juan Pablo Paz[27]
- Ana Belén Elgoyhen[28]
- Alberto Kornblihtt[3]
- Conrado Varotto[29]

### Premio Houssay
- Vanesa Gottifredi[30]
- Vera Alejandra Álvarez[6]
- Gustavo Estevan Gutler[6]
- Ezequiel Adamovsky[6]
- Paula Casati[6]
- Javier Palatnik[30]
- Sebastián Uchitel[30]
- Juan Ignacio Piovani[30]
- César Bertucci
- Mariana Maccioni[31]
- Diego Pol
- Gabriel Rabinovich
- Maria Laura Marchetti
- Galo Soler Illia,[4]
- Sergio Agustín Lambertucci,[32]

### Premio Houssay Trayectoria
- Jorge Zgrablich[13]
- Rafael Calvo
- Rodolfo Brenner[13]
- Jorge Víctor Crisci[13]
- Vicente Ricardo Barros[13]
- Horacio Cingolani[13]
- Ezequiel Gallo[13]
- Esteban Brignole[13]
- Luis Antonio Spaletti[6]
- Jorge Eugenio Dotti[6]
- Juan Pablo Paz[33]
- Alberto Frasch[34]
- Elsa Damonte[35]
- Alfredo Pucciarelli[36]
- Sandra Myrna Díaz[37]
- Hugo Maccioni[31]
- Ricardo Durán[31]
- Ana Belén Elgoyhen[31]
- Elizabeth Jelin[31]
- Emilio de Ípola[13]
- Alberto Cassano
- Noemí Zaritzky
- Mario Garavaglia
- José Carlos Chiaramonte[38]
- Silvia Maureen Williams[39]
- Roberto Williams[2]
- Dora Celtón
- Susana Torrado

### Premio Rebeca Gerschman
- Eugenia Sacerdote de Lustig
- Elena Chiozza
- Marta Mudry[40]
- Matilde Nicolini[40]

### Premio Jorge Sabato
- Hugo Luján[41]
- Raquel Chan[31]
- Carlos Alberto Querini[37]
- Hugo Gramajo[6]

### Premio Bernardo Houssay Investigador Consolidado
- Susana Romano Sued
- Daniel Schávelzon[39]
- Daniel Corach[39]

### Premio Bernardo Houssay Investigador Joven
- Galo Soler Illia,
- Daniel de Florian
- Gabriel Rabinovich
- Inés Moisset[39]
- Diego Golombek[39]
- Irina Podgorny[39]